# 牛眼凹肩鲹
牛眼凹肩鲹（学名：[Selar boops] 错误：{{Lang}}：文本有斜体标记（帮助））為輻鰭魚綱鱸形目鱸亞目鰺科凹肩鰺屬下的一個種，屬於熱帶海水魚。分布于南洋群岛、澳大利亚以及中国南海等海域。深度35-500公尺，體呈橢圓形且側扁，體背部橄欖綠、腹部銀色，體側有一黃色橫帶，背鰭硬棘9枚、背鰭軟條23-25枚、臀鰭硬棘3枚、臀鰭軟條19-21枚、脊椎骨27 -31個，體長可達25公分，棲息在沿海海域，白天成群活動，夜晚分散行動，屬肉食性，以浮游生物、甲殼類為食，生活習性不明，具商業價值的食用魚。